# Henryk Bromboszcz
Henryk Bromboszcz (ur. 13 stycznia 1906 w Chrzanowie, zm. 22 maja 1976 tamże) – polski działacz ruchu robotniczego, poseł na Sejm Ustawodawczy, członek Rady Naczelnej Polskiej Partii Socjalistycznej.

## Życiorys
Syn Czesława. Po ukończeniu szkoły powszechnej pracował jako robotnik w Trzebini, wyuczył się również zawodu majstra murarskiego. Od 1918 należał do młodzieżowej organizacji socjalistycznej „Siła”, w 1920 został członkiem PPS. W drugiej połowie lat 20. odbył służbę wojskową (jako podoficer), następnie działał w Organizacji Młodzieży Towarzystwa Uniwersytetu Robotniczego. Był wielokrotnie więziony za działalność polityczną, m.in. osadzony w obozie w Berezie Kartuskiej. Walczył w kampanii wrześniowej; był ranny, zbiegł ze szpitala niemieckiego. Był później więziony w Krakowie, a po zwolnieniu działał w partyzantce i Gwardii Ludowej w okolicach Chrzanowa.
Od 1944 działał w odnowionej PPS. W sierpniu 1944 został wybrany na wiceprzewodniczącego Wojewódzkiej Rady Narodowej w Rzeszowie. We wrześniu 1944 jako członek OKR PPS Brzozowa i Sanoka oraz jeden z 7 przedstawicieli województwa rzeszowskiego został członkiem Tymczasowej Rady Naczelnej PPS i Centralnego Sądu Partyjnego, a od listopada 1944 był wiceprzewodniczącym Wojewódzkiego Komitetu partii w Rzeszowie. Od stycznia 1945 przewodniczył Powiatowemu Komitetowi PPS w Chrzanowie oraz wchodził w skład Powiatowej Rady Narodowej. Był również członkiem Komitetu Wojewódzkiego PPS w Krakowie; w Radzie Naczelnej partii (do której był wybierany ponownie na XXVI Kongresie w lipcu 1945 i XXVII Kongresie w grudniu 1947) zasiadał do stycznia 1948, kiedy złożył rezygnację, solidaryzując się z zastrzeżeniami Bolesława Drobnera do sposobu zjednoczenia PPS i PPR. W październiku tego samego roku wystąpił z partii, jednak od grudnia 1948 należał do PZPR. W latach 1947–1952 pełnił mandat poselski w Sejmie Ustawodawczym.
Był żonaty z Zofią, miał córkę Stefanię i syna Stanisława.
Zmarł w Chrzanowie. Pochowany na miejscowym cmentarzu parafialnym (sektor 40-4-1).

## Ordery i odznaczenia
- Order Krzyża Grunwaldu III klasy (12 czerwca 1946)[4]